# ニック・キニスキー
ニック・キニスキー（Nick Kiniski、1961年8月25日 - ）は、カナダ・アルバータ州カルガリー出身の元プロレスラー。出身地はアメリカ合衆国のワシントン州ブレインともされる。
第45代NWA世界ヘビー級王者ジン・キニスキーの次男。実兄のケリー・キニスキーも元プロレスラーであり、兄弟とも父親に倣い、前面に「CANADA」、背面に「KINISKI」の文字が縫い取られたブルーのトレーニングウェアをリングコスチュームにしていた。

## 来歴
1985年1月、父親ジン・キニスキーの宿敵でもあったフリッツ・フォン・エリックが主宰していたWCCWの興行において、バック・ズモフを相手にデビュー。WCCWでは兄のケリー・キニスキーともタッグを組み、ボビー・フルトン&トミー・ロジャースのザ・ファンタスティックスなどと対戦した。その後、テキサス州サンアントニオのTASW（テキサス・オールスター・レスリング）にてポール・ダイヤモンドをパートナーに、アメリカン・ブリード（American Breed）なるベビーフェイスのタッグチームを結成。同年5月25日にテキサス・タッグ王座を獲得し、チャボ・ゲレロ&アル・マドリルなどのチームとタイトルを争った。
1986年上期は太平洋岸北西部のPNW（パシフィック・ノースウエスト・レスリング）にて活動し、2月末には当時PNWと提携していた新日本プロレスに初来日。デビュー2年目ながら、ビリー・ジャックやクリス・アダムスと組んでアントニオ猪木ともタッグマッチで対戦しており、前田日明や坂口征二との大型シングル対決も行われた。
1986年8月より、ベビーフェイス陣営のニューカマーとしてWWFに参戦。8月25日にニューヨークのマディソン・スクエア・ガーデンにてレス・ソントンを破って初陣を飾り、12月9日のアリゾナ州フェニックスでのTVテーピングではランディ・サベージのインターコンチネンタル・ヘビー級王座に挑戦した。WWFではハーリー・レイス、アイアン・シーク、ニコライ・ボルコフ、ブッチ・リード、カマラ、ロン・バス、ディノ・ブラボー、グレッグ・バレンタイン、ハート・ファウンデーション、ジミー・ジャック・ファンクなどと対戦したが、前座要員のポジションから脱することはできず、1987年5月に離脱している。
1987年8月からはAWAに登場。当初はベビーフェイスとしてデニス・コンドリー&ランディ・ローズのオリジナル・ミッドナイト・エクスプレスなどと対戦していたが、ほどなくしてケビン・ケリーのパートナーとなり、ロングガウンを身に着けた金髪のヒールに転向。初期はシェリー・マーテル、後にメデューサ・ミセリーをマネージャーに迎え、マーティ・ジャネッティ&ショーン・マイケルズのミッドナイト・ロッカーズとも抗争した（なお、ショーン・マイケルズはルーキー時代の1985年下期、ニック・キニスキーがサンアントニオのTASWを離れた際、彼の後任としてポール・ダイヤモンドの新パートナーを務めていた）。
AWA離脱後は古巣のWCCWに活動の場を移したが、テネシー州メンフィスのCWAとの合併による新団体USWAの発足に伴い、1990年に引退した。

## 得意技
- パイルドライバー[3]
- ジャーマン・スープレックス
- ベリートゥバック・スープレックス
- ドロップキック

## 獲得タイトル
テキサス・オールスター・レスリング
- TASWテキサス・タッグ王座：1回（w / ポール・ダイヤモンド）[8]